# Colorado City, Colorado
Colorado City är en ort i Pueblo County i Colorado.  Enligt 2010 års folkräkning hade Colorado City 2 193 invånare.